# Кірен Гіббз
Кірен Гіббз (англ. Kieran Gibbs; нар. 26 вересня 1989, Лондон, Англія) — англійський футболіст, захисник клубу MLS «Інтер» (Маямі).

## Клубна кар'єра
Вихованець юнацьких команд футбольних клубів «Вімблдон» та «Арсенал».
У дорослому футболі дебютував 2007 року виступами за команду клубу «Арсенал».
2008 року грав «Норвіч Сіті» на правах оренди, після чого знову повернувся до «Арсенала». Наразі встиг відіграти за «канонірів» понад 100 матчів в національному чемпіонаті.

## Виступи за збірні
2007 року дебютував у складі юнацької збірної Англії, взяв участь у 8 іграх на юнацькому рівні.
Протягом 2009–2011 років залучався до складу молодіжної збірної Англії. На молодіжному рівні зіграв у 16 офіційних матчах, забив 3 голи.
2010 року дебютував в офіційних матчах у складі національної збірної Англії. Наразі провів у формі головної команди країни 10 матчів.
| Дата       | Місто   | Господарі | Результат | Гості      | Турнір            | Голи | Примітки |
| ---------- | ------- | --------- | --------- | ---------- | ----------------- | ---- | -------- |
| 11-8-2010  | Лондон  | Англія    | 2 – 1     | Угорщина   | товариський матч  | -    | 46'      |
| 17-11-2010 | Лондон  | Англія    | 1 – 2     | Франція    | товариський матч  | -    | 72'      |
| 19-11-2013 | Лондон  | Англія    | 0 – 1     | Німеччина  | товариський матч  | -    | 52'      |
| 9-10-2014  | Лондон  | Англія    | 5 – 0     | Сан-Марино | Відбір до ЧЄ 2016 | -    |          |
| 15-11-2014 | Лондон  | Англія    | 3 – 1     | Словенія   | Відбір до ЧЄ 2016 | -    | 52'      |
| 18-11-2014 | Глазго  | Шотландія | 1 – 3     | Англія     | товариський матч  | -    | 66'      |
| 31-3-2015  | Турин   | Італія    | 1 – 1     | Англія     | товариський матч  | -    | 32' 88'  |
| 14-6-2015  | Любляна | Словенія  | 2 – 3     | Англія     | Відбір до ЧЄ 2016 | -    |          |
| 12-10-2015 | Вільнюс | Литва     | 0 – 3     | Англія     | Відбір до ЧЄ 2016 | -    |          |
| 17-11-2015 | Лондон  | Англія    | 2 – 0     | Франція    | товариський матч  | -    |          |
| Усього     |         | Матчів    | 10        |            | Голів             | 0    |          |

## Досягнення
«Арсенал»
- Володар Кубка Англії: 2013–14, 2014–15, 2016–17
- Володар Суперкубка Англії: 2014, 2015